# Luciano (Rapper)

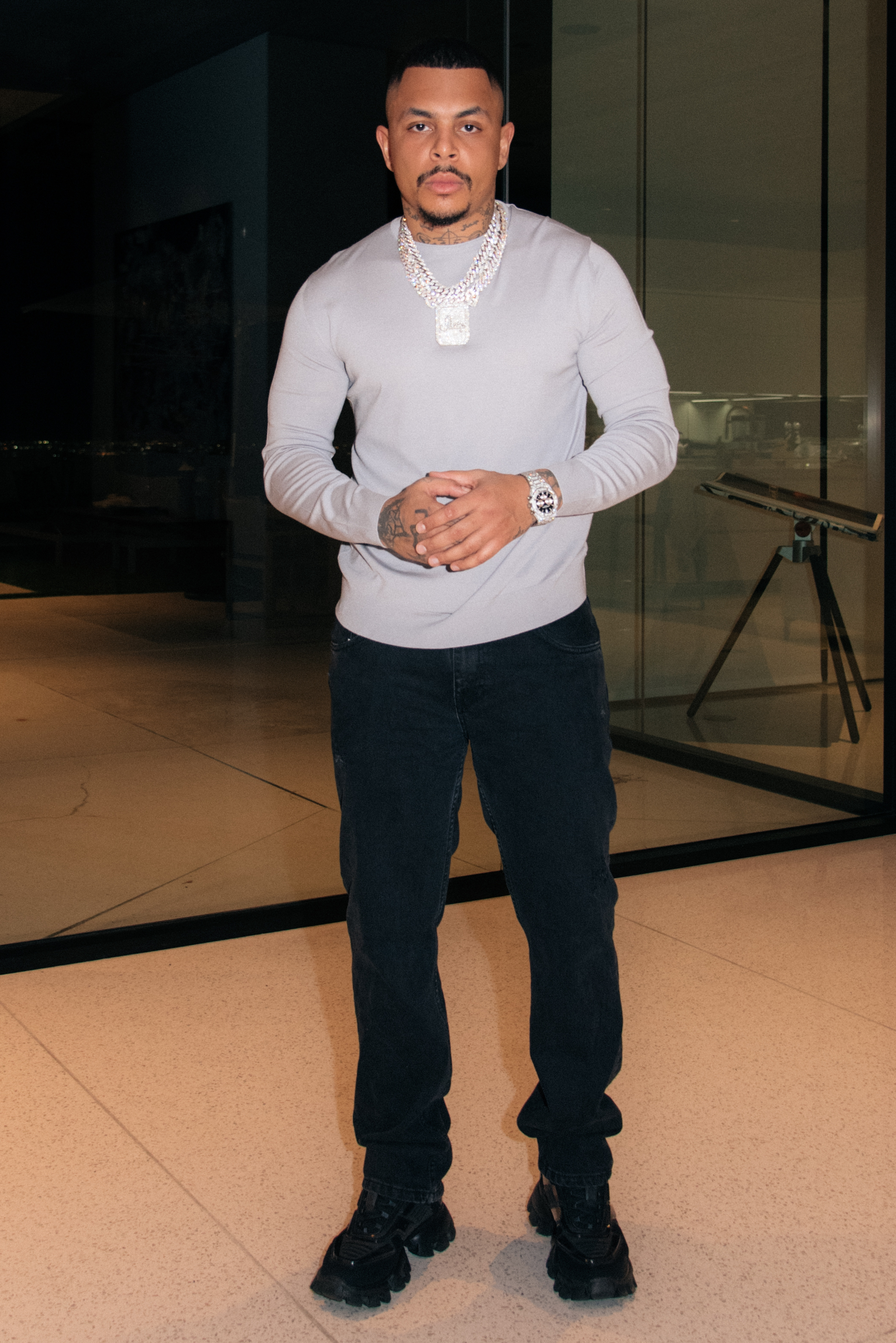
Luciano (2022)

Luciano (* 28. Januar 1994 in Bautzen; bürgerlich Patrick Großmann) ist ein deutscher Rapper.

## Leben und Karriere
Patrick Großmann wurde in Bautzen geboren. Er wuchs als Sohn eines mosambikanischen Vaters und einer deutschen Mutter größtenteils im Berliner Ortsteil Schöneberg auf. In seiner Grundschulzeit galt Luciano aufgrund seines Stotterns als Außenseiter. Er gehört der Rap-Crew Loco Squad Gang an. Seine ersten Stücke veröffentlichte er auf dem YouTube-Kanal Locosquad. Wenig später folgte das erste Mixtape 12812. Den Durchbruch erzielte er mit dem Stück Jagen die Mio, das er mit seinem Freund Nikky Santoro veröffentlichte. Darauf folgte ein weiteres Mixtape mit dem Titel Banditorinho.
Im November 2017 erschien bei Universal Urban sein erstes Studioalbum mit dem Titel Eiskalt. Es erreichte Platz 4 der deutschen Albumcharts. In dem Musikvideo zur Single Vorankommen traten Mitchell Weiser, Valentino Lazaro, Davie Selke und Sinan Kurt auf, damals Fußballspieler bei Hertha BSC. Im November 2018 erschien sein zweites Studioalbum L.O.C.O. Es erreichte ebenfalls Platz 4 der deutschen Albumcharts. Im August 2019 folgte das dritte Studioalbum, Millies. Auch dieses Album belegte Platz 4 der deutschen Albumcharts und wurde in der Schweiz mit Gold ausgezeichnet.
2020 war Luciano einer der ersten reichweitenstarken deutschsprachigen Rapper, die Musik im international bereits erfolgreichen Stil des UK Drill Rap veröffentlichten. Im Jahr 2022 wurde er in Deutschland zum meistgestreamten Künstler auf der Audio-Streaming-Plattform Spotify.
Die Grundidee für seine Videos komme nach Angaben des Rappers zu hundert Prozent von ihm selbst.
Im Oktober 2023 eröffnete Luciano das Fastfood-Restaurant „Loco Chicken“ mit einer Filiale in Berlin und Vertrieb über Partnerrestaurants in einigen deutschen Städten. Im August 2024 wurde ein weiteres Restaurant in der Düsseldorfer Altstadt eröffnet.

## Diskografie
Studioalben

| Jahr | Titel Musiklabel          | Höchstplatzierung, Gesamtwochen, AuszeichnungChartplatzierungen (Jahr, Titel, Musiklabel, Platzierungen, Wochen, Auszeichnungen, Anmerkungen) | Höchstplatzierung, Gesamtwochen, AuszeichnungChartplatzierungen (Jahr, Titel, Musiklabel, Platzierungen, Wochen, Auszeichnungen, Anmerkungen) | Höchstplatzierung, Gesamtwochen, AuszeichnungChartplatzierungen (Jahr, Titel, Musiklabel, Platzierungen, Wochen, Auszeichnungen, Anmerkungen) | Anmerkungen                                                  |
| Jahr | Titel Musiklabel          | DE | AT | CH | Anmerkungen                                                  |
| ---- | ------------------------- | --- | --- | --- | ------------------------------------------------------------ |
| 2017 | Eiskalt Locosquad (UMG)   | DE4 (11 Wo.)DE | AT14 (1 Wo.)AT | CH15 (1 Wo.)CH | Erstveröffentlichung: 17. November 2017                      |
| 2018 | L.O.C.O. Locosquad (UMG)  | DE4 Gold · (25 Wo.)DE | AT6 (17 Wo.)AT | CH4 Platin · (17 Wo.)CH | Erstveröffentlichung: 23. November 2018 Verkäufe: + 120.000  |
| 2019 | Millies Locosquad (UMG)   | DE4 (12 Wo.)DE | AT5 (12 Wo.)AT | CH4 Gold · (10 Wo.)CH | Erstveröffentlichung: 29. August 2019 Verkäufe: + 10.000     |
| 2020 | Exot Locosquad (UMG)      | DE6 (9 Wo.)DE | AT3 (6 Wo.)AT | CH3 (6 Wo.)CH | Erstveröffentlichung: 23. Juli 2020                          |
| 2021 | Aqua Locosquad (UMG)      | DE3 (23 Wo.)DE | AT2 (9 Wo.)AT | CH1 (20 Wo.)CH | Erstveröffentlichung: 1. Juli 2021                           |
| 2022 | Majestic Locosquad (UMG)  | DE2 Gold · (77 Wo.)DE | AT2 (45 Wo.)AT | CH2 (73 Wo.)CH | Erstveröffentlichung: 29. September 2022 Verkäufe: + 100.000 |
| 2024 | Seductive Locosquad (UMG) | DE1 (33 Wo.)DE | AT2 (20 Wo.)AT | CH1 (30 Wo.)CH | Erstveröffentlichung: 8. Februar 2024                        |

## Tourneen
- 12812 Banditorinho Tour (2017)[16]
- Späti Tour (2018)[17]
- Ballin Tour (2018–2019)[18][19]
- Flex Tour (2019)[20]
- Majestic Tour (2022)[21]
- Seductive Tour (2024)

## Auszeichnungen
Hiphop.de Awards
- 2022: „Beat des Jahres“ für SUVs (produziert von Geenaro & Ghana Beats)[22]
- 2022: „Bester Rap-Solo-Act national“[22]
- 2022: „Bester Song national“ für Bamba (feat. Aitch & Bia)[22]

Hype Awards
- 2019: „Bester Instagram Account“[23]